# Alconada

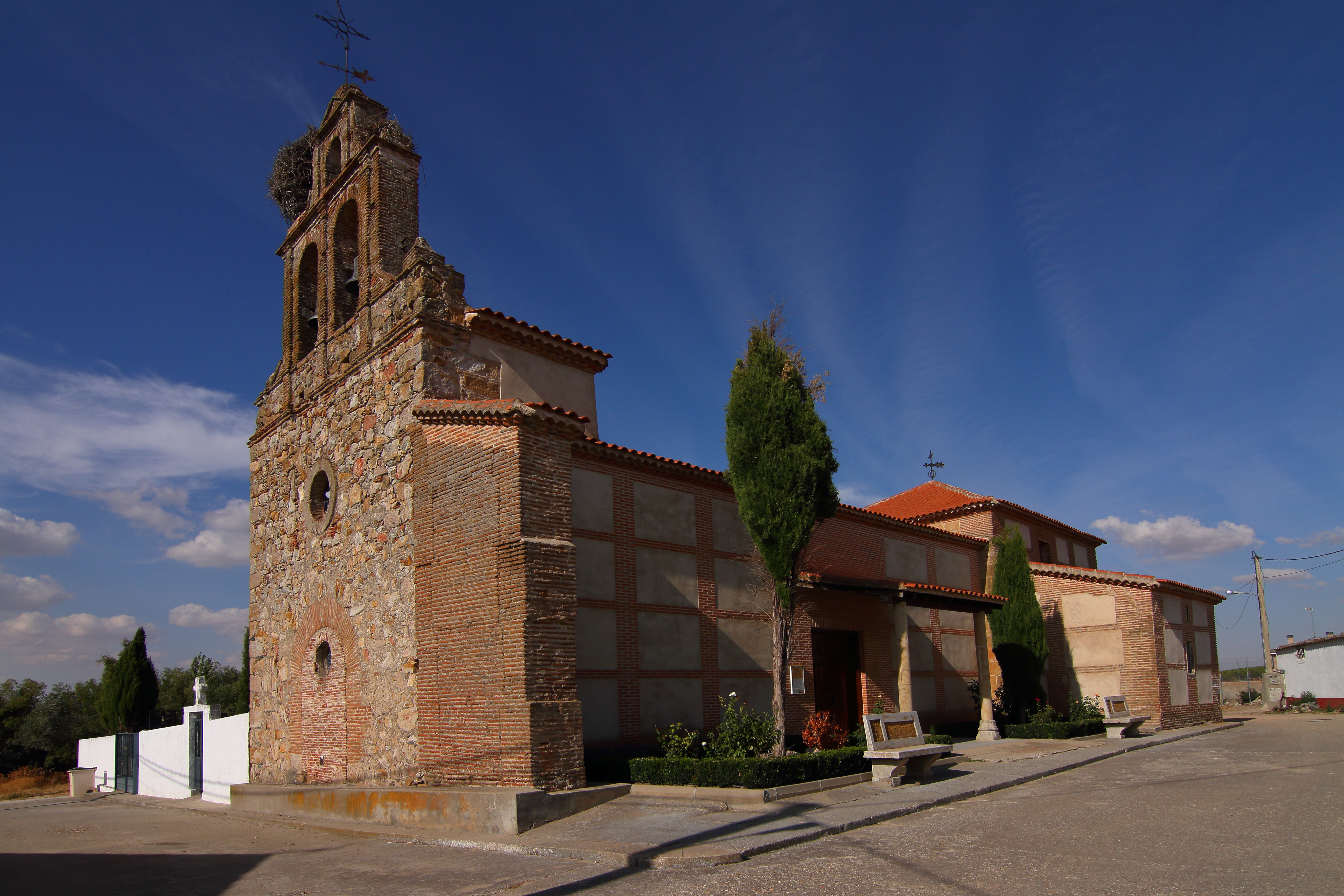
Iglesia de San Pedro Apóstol

Alconada es un municipio y localidad española de la provincia de Salamanca, en la comunidad autónoma de Castilla y León. Se integra dentro de la comarca de la Tierra de Peñaranda. Pertenece al partido judicial de Peñaranda y a la Mancomunidad de Peñaranda.
Su término municipal está formado por dos núcleos de población, ocupa una superficie total de 21,26 km² y según los datos demográficos recogidos en el padrón municipal elaborado por el INE en el año 2017, cuenta con una población de 160 habitantes.

## Etimología
Registros medievales del topónimo son Archonata (1244), Arconada, del cuarto de Rialmar, en 1407 y 1413. En relación con el topónimo burgalés Arconada, citado sin variantes en 1011, Martínez Díez indica: “se deriva de arcón, diminutivo de arca, con el significado de mojón que divide las tierras; arconada equivaldría a divisoria o límite” A idéntica conclusión llega Julio González.
El topónimo Arconada es frecuente en los ámbitos leonés y castellano. Cabe inferir que el término arcón ‘piedra de marco, señal de lindero’ ha tenido cierta vigencia en época medieval, como lo tuvo su sinónimo arca. Ya consta en latín. ARCA, en su acepción 'marca de lindero cuadrangular’, significado translaticio desde el originario de ‘recipiente’. El sufijo –ón en arcón posee quizá un matiz deverbal en participio agente como se observa en otros términos prediales; así en el sayagués fincón ‘laja de piedra hincada (< fincar) en el suelo que forma parte de los vallados’. Arconada y Alconada, por lo tanto, han de entenderse como un adjetivo sustantivado que inicialmente calificaría un término que se ha obviado: *tierra arconada, *linde arconada…; es decir, ‘tierra marcada por arcones o mojoneras’.
La evolución Arconada > Alconada habrá sido propiciada por una etimología popular basada en el común apelativo halcón, figura ya en 1826 citado por Miñano como Alconada.

## Historia
Su fundación se remonta a la repoblación efectuada por los reyes de León en la Edad Media, quedando integrado en la jurisdicción de Alba de Tormes, dentro del Reino de León, denominándose entonces Arconada. Con la creación de las actuales provincias en 1833, Alconada quedó encuadrado en la provincia de Salamanca, dentro de la Región Leonesa, formando parte del partido de Peñaranda de Bracamonte.

## Geografía
Situado a una altitud de 820 m en un valle poco profundo a la margen izquierda del río Almar. Ayuntamiento, colegio, iglesia parroquial dedicada a S. Pablo Apóstol (retablo del siglo XVIII y pinturas del siglo XVI), consultorio médico, botiquín farmacéutico.
Confina el término por el N. con Ventosa del Río Almar, E. Nava de Sotrobal, S. con los de Coca de Alba y Peñarandilla, y O. con su anejo de San Vicente extendiéndose su jurisdicción por este lado hasta el término de Encinas de Abajo. Tiene una extensión de 21,26 km²: lo baña el río Almar de E. a O., al cual se unen en tiempos de lluvias otros dos arroyuelos que cruzan el término. El terreno es de alta calidad, y una gran parte fue roturado durante la guerra de la Independencia.
Habitada por romanos y visigodos, más tarde por árabes. Durante la Edad Media y Moderna estuvo vinculada a la casa de Alba.

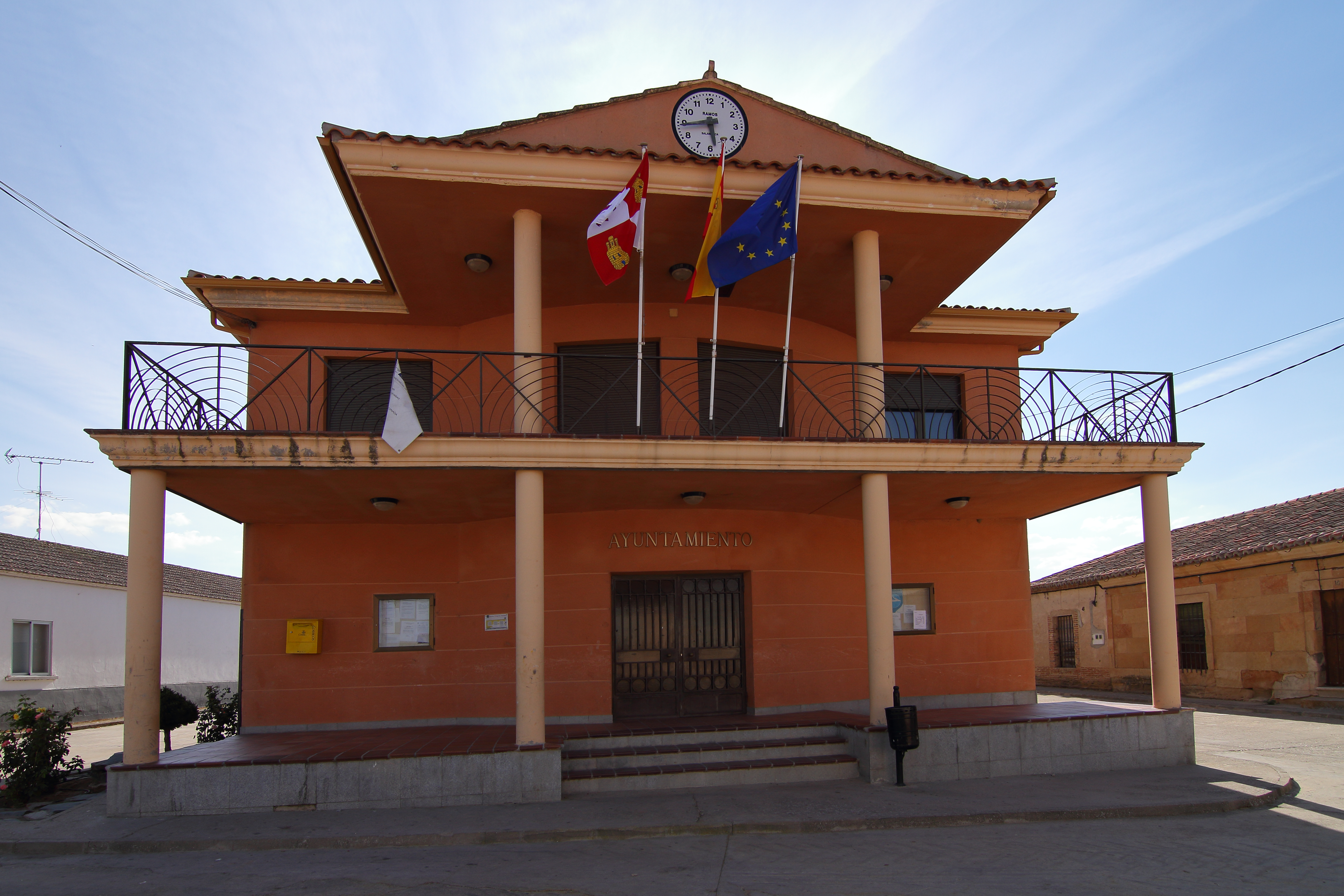
Casa consistorial

## Demografía
Alconada cuenta con una población de 134 habitantes (INE 2024).
| Gráfica de evolución demográfica de Alconada entre 1842 y 2021                                                      |
| |
| Población de derecho según los censos de población del INE Población de hecho según los censos de población del INE |

### Núcleos de población
El municipio se divide en dos núcleos de población: Alconada y San Vicente, que poseían la siguiente población en 2017 según el INE.
| Núcleo de población | Población |
| ------------------- | --------- |
| Alconada            | 145       |
| San Vicente         | 15        |

## Cultura
Fiestas locales: 29 de junio y 24 de agosto (san Bartolo).

## Administración y política
| Partido político                              | 2019  | 2019  | 2019       | 2015  | 2015  | 2015       | 2011  | 2011  | 2011       | 2007  | 2007  | 2007       | 2003  | 2003  | 2003       |
| Partido político                              | %     | Votos | Concejales | %     | Votos | Concejales | %     | Votos | Concejales | %     | Votos | Concejales | %     | Votos | Concejales |
| Partido Popular (PP)                          | 59,29 | 67    | 4          | 53,72 | 65    | 4          | 53,85 | 70    | 4          | 55,86 | 81    | 4          | 42,86 | 93    | 4          |
| Partido Socialista Obrero Español (PSOE)      | 35,40 | 40    | 1          | 38,84 | 47    | 1          | 41,54 | 54    | 1          | 37,93 | 55    | 1          | 30,71 | 43    | 1          |
| Unión del Pueblo Salmantino (UPSa)            | —     | —     | —          | —     | —     | —          | —     | —     | —          | 36,55 | 53    | 0          | —     | —     | —          |
| Unidad Regionalista de Castilla y León (URCL) | —     | —     | —          | —     | —     | —          | —     | —     | —          | —     | —     | —          | 14,29 | 20    | 0          |